# Вільфрід Ганнес
Вільфрід Ганнес (нім. Wilfried Hannes, нар. 17 травня 1957, Дюрен) — німецький футболіст, що грав на позиції захисника, зокрема за «Боруссію» (Менхенгладбах), а також національну збірну Німеччини. По завершенні ігрової кар'єри — тренер.
Дворазовий чемпіон Німеччини. Володар Кубка УЄФА. 

## Клубна кар'єра
У дорослому футболі дебютував 1975 року виступами за команду «Боруссія» (Менхенгладбах), в якій провів одинадцять сезонів, взявши участь у 261 матчі чемпіонату.  Більшість часу, проведеного у складі «Боруссії», був основним гравцем команди. За цей час двічі виборював титул чемпіона Німеччини, ставав володарем Кубка УЄФА.
Згодом з 1986 по 1988 рік грав за «Шальке 04». Завершував кар'єру наприкінці 1990-х у Швейцарі, де по одному сезону відіграв за «Беллінцону» та «Аарау».

## Виступи за збірну
1981 року дебютував в офіційних матчах у складі національної збірної Німеччини. Протягом кар'єри у національній команді, яка тривала 2 роки, провів у її формі 8 матчів.
У складі збірної був учасником чемпіонату світу 1982 року в Іспанії, де команда здобула «срібло», а сам Ганнес був резервним гравцем і на поле не виходив.

## Кар'єра тренера
Розпочав тренерську кар'єру невдовзі після завершення ігрової, очоливши тренерський штаб клубу «Алеманія» (Аахен), де пропрацював з 1991 по 1994 рік.
Із середини 1990-х працює з аматорськими командами Німеччини.

## Титули і досягнення
- Чемпіон Німеччини (2):

«Боруссія» (Менхенгладбах): 1975-1976, 1976-1977
- Володар Кубка УЄФА (1):

«Боруссія» (Менхенгладбах): 1978-1979
Збірні
- Віце-чемпіон світу: 1982